# 顾兴源
顾兴源（1928年—），男，江苏无锡人，中国工业自动化专家，曾任东北工学院教授、博士生导师。